# Chalybion bocandei
Chalybion bocandei är en biart som först beskrevs av Maximilian Spinola 1851.
Chalybion bocandei ingår i släktet Chalybion och familjen grävsteklar.

## Underarter
Arten delas in i följande underarter:
- Chalybion bocandei aeronitens
- Chalybion bocandei bocandei